# Marie Doro

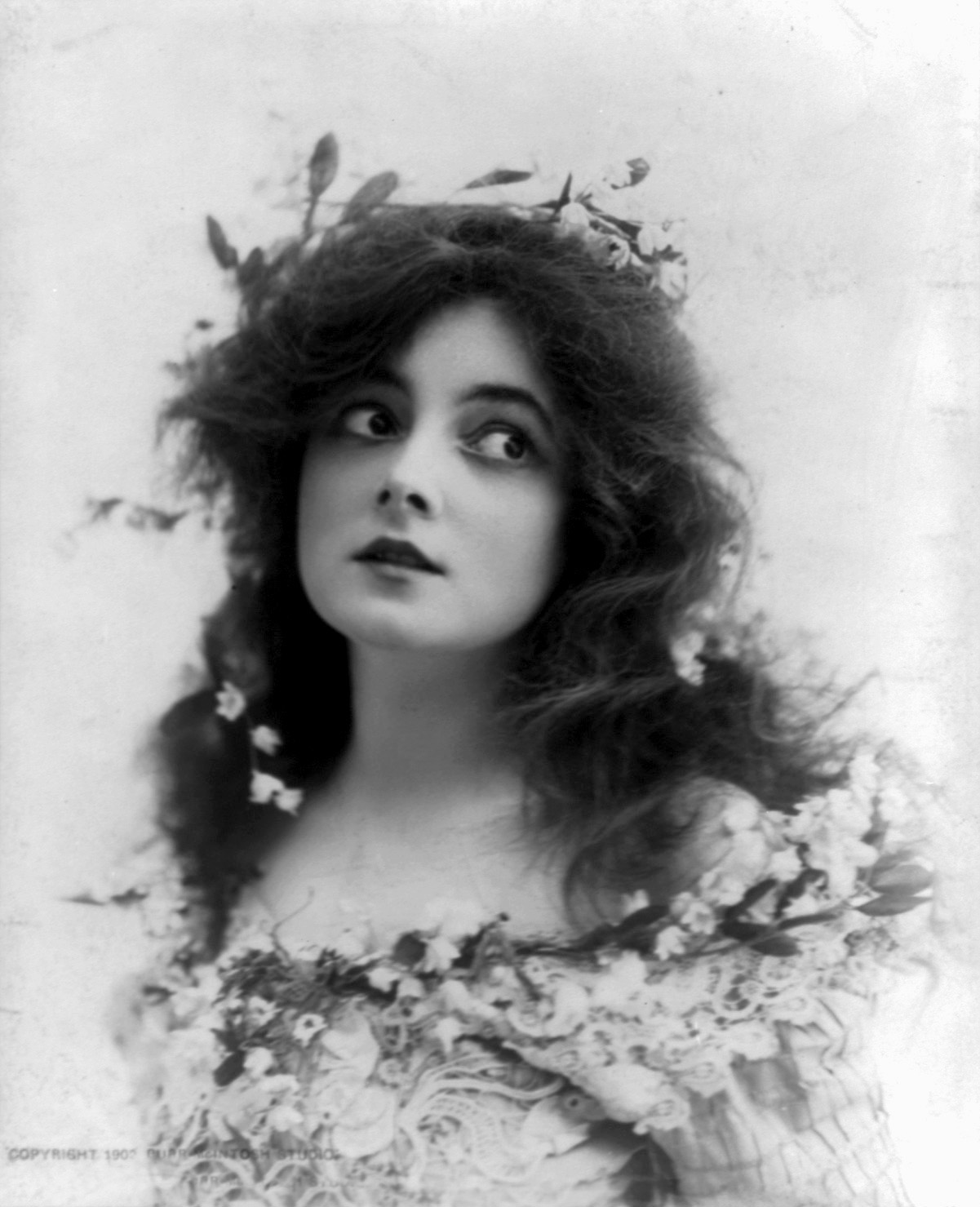
Marie Doro (Burr McIntosh, 1902)

Marie Doro (* 25. Mai 1882 in Duncannon, Pennsylvania, als Marie Katherine Stewart; † 9. Oktober 1956 in New York City, New York) war eine US-amerikanische Schauspielerin der Stummfilmära.
Doro begann ihre Laufbahn als Chorsängerin, ehe sie 1901 ihre ersten Engagements als Schauspielerin in Saint Paul erhielt. Unter dem Management von Charles Frohman gelangen der jungen Darstellerin wenig später erste Erfolge am Broadway, insbesondere als Partnerin des Schauspielers William Gillette. In den folgenden zwölf Jahren etablierte sie sich durch ihre Broadway-Auftritte und Tourneen durch verschiedene Bundesstaaten als angesehene Bühnenschauspielerin in den Vereinigten Staaten und erlangte durch Gastauftritte in London auch in Großbritannien Bekanntheit. Nach dem Tod ihres Mentors und Managers Frohman begann Marie Doro eine Karriere als Filmschauspielerin und war in mehreren Stummfilmen in der weiblichen Hauptrolle zu sehen. Hierbei arbeitete sie mit bekannten Regisseuren wie Cecil B. DeMille, Edwin S. Porter und Herbert Brenon zusammen. 1915 war die Schauspielerin in The Morals of Marcus zu sehen, der als erster vor Publikum aufgeführter 3D-Film gilt. Nachdem Doro mit der Filmbranche in Hollywood und den ihr angebotenen Rollen unzufrieden geworden war, drehte sie mehrere Filme in Europa, ehe sie ihre Laufbahn 1923 endgültig beendete. Ihre letzten Lebensjahre verbrachte Marie Doro von der Öffentlichkeit zurückgezogen in New York. Ein Großteil ihrer Filme gilt heutzutage als verschollen oder zerstört.

## Privatleben

Fotografie von Burr McIntosh, 1902

Marie Katherine Stewart wurde als einziges Kind des Anwalts Richard Henry Stewart (1859–1932) und Virginia Weaver Stewart (* 1864, Todesjahr unbekannt) in der kleinen Gemeinde Duncannon im Perry County geboren. Zu ihren Vorfahren gehörte der US-amerikanische Politiker Patrick Henry. Die Familie zog im Laufe der Jahre aus beruflichen Gründen des Vaters zweimal um: Zuerst nach Kansas City, wo Marie einen Großteil ihrer Kindheit verbrachte, und anschließend nach New York. Das Ehepaar Stewart ließ sich zu einem späteren Zeitpunkt scheiden. Virginia Stewart heiratete 1910 erneut, ihr Ehemann beging jedoch im Juni desselben Jahres in Asnières Suizid.
Marie Doro gab über ihr Privatleben nur wenig bekannt, was oftmals zu Spekulationen führte. 1915 heiratete sie den bekannten Vaudeville-Schauspieler Elliott Dexter. Die Ehe blieb kinderlos und wurde 1922 geschieden. Es blieb die einzige feste Beziehung der Schauspielerin, was in der Öffentlichkeit und der Presse Fragen über ihre Sexualität aufwarf.
Nach ihrem Karriereende im Jahr 1923 lebte Doro in New York. Einen ihrer letzten öffentlichen Auftritte hatte die Schauspielerin im Oktober 1924 bei zwei von ihr veranstalteten Feiern, zu denen sie prominente Gäste geladen hatte. Zu den Anwesenden gehörten der Fotograf Carl Van Vechten, der Schriftsteller Sinclair Lewis sowie der Komponist George Gershwin, der als Pianist auftrat. In den folgenden Jahren zog sich Marie Doro vollständig ins Privatleben zurück und galt fortan als Eigenbrötlerin. Den Kontakt zu den meisten ihrer Freunde und Bekannten brach sie ab. Zudem beschäftigte sich Doro mit Spiritismus und studierte Religion am Union Theological Seminary in the City of New York sowie an der Princeton University.
33 Jahre nach ihrem letzten öffentlichen Auftritt starb Marie Doro am 9. Oktober 1956 im Alter von 74 Jahren an Herzversagen in ihrem Appartement im New Yorker Volney Hotel. Sie wurde auf dem Friedhof ihrer Geburtsstadt Duncannon bestattet. Ihr Vermögen in Höhe von 90.000 US-Dollar vermachte sie dem Actors Fund of America.

## Karriere

### Anfänge als Schauspielerin
Wie viele junge Bühnendarstellerinnen begann Marie Stewart ihre Bühnenkarriere als Chormädchen für Aufführungen von Musikkomödien, ehe sie 1901 ihre erste Rolle im Stück Aristocracy am Criterion Theatre in Saint Paul erhielt. Zu dieser Zeit nahm die Schauspielerin den Künstlernamen Marie Doro an, der an ihren Spitznamen Adorato (italienisch für Geliebte) angelehnt war.
Im November 1901 schloss sich Marie Doro der Theatergruppe Metropolitan Players an, die sie in der Rolle der Cora in David Belascos Komödie Naughty Anthony besetzten. Eine Tournee der Gruppe durch Ohio, Indiana, Georgia, Texas und Iowa dauerte bis zum März des darauffolgenden Jahres.
1902 erlangte die Schauspielerin Bekanntheit durch eine Bilderserie des Fotografen Burr McIntosh. Dieser war Marie Doro zufällig auf der Straße begegnet und hielt sie für so schön, dass er eine ganze Reihe von Fotografien von ihr erstellte und diese landesweit in Zeitschriften veröffentlichen ließ, wodurch ihr Name in den gesamten Vereinigten Staaten Bekanntheit erlangte.

### Bühnenkarriere

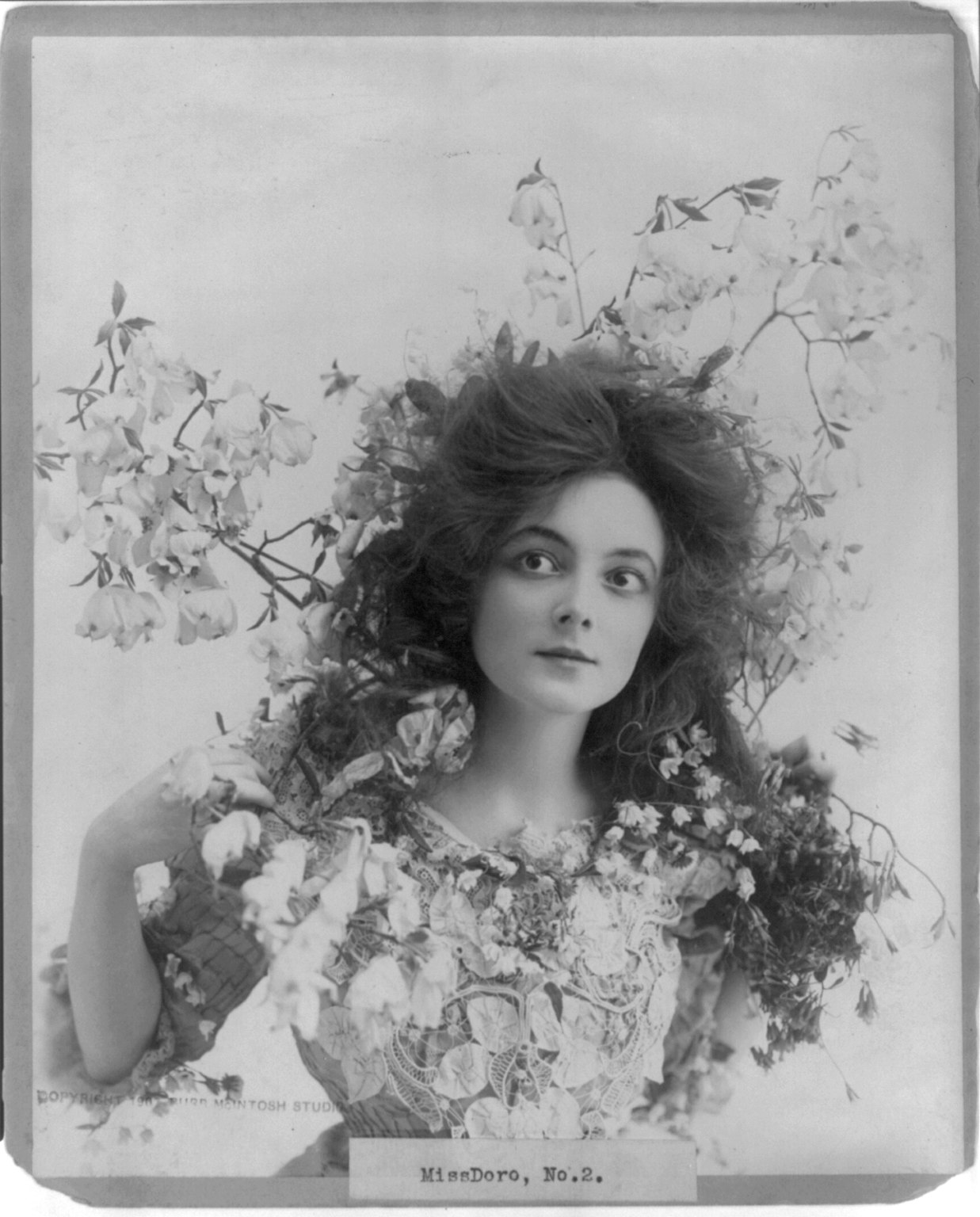
Fotografie von Burr McIntosh, 1902

Nach ihrem Engagement in Saint Paul und ihrem Umzug nach New York erhielt Doro ihre ersten Rollen in den Stücken The Billionaire und The Girl from Kays. 1903 folgten zwei Auftritte in San Francisco. Während einer Aufführung von The Admirable Crichton im New Yorker Lyceum Theatre, in dem Doro zwischen November 1903 und März 1904 eine Nebenrolle spielte, wurde sie von dem Theaterdirektor und Produzenten Charles Frohman entdeckt. Er nahm die junge Schauspielerin unter Vertrag und verschaffte ihr ihre erste Hauptrolle in New York als Lady Millicent im Stück Little Mary von J. M. Barrie, das am 4. Januar 1904 im Empire Theatre Premiere hatte. Im selben Jahr wirkte Doro in einer Nebenrolle als Dora in Granny an der Seite der in der damaligen Theaterszene äußerst bekannten Schauspielerin Ann Gilbert mit, die bereits 83 Jahre alt war und eine Abschiedstournee durch die Vereinigten Staaten plante, nachdem das Stück in dieser Besetzung bereits seit Oktober desselben Jahres am Broadway sowie im November in New Haven aufgeführt worden war. Nur vier Tage nach dem ersten Termin der Tournee in Chicago am 2. Dezember 1904 starb Gilbert jedoch überraschend an einer Hirnblutung.
Im Januar des folgenden Jahres spielte Marie Doro die Titelrolle in Friquet am New Yorker Savoy Theatre. Im Mai 1905 reiste sie mit der Schauspielgruppe William Colliers Company nach London, um dort im Stück The Detective mitzuwirken. Es folgte eine Hauptrolle als Alice Faulkner in einer Theaterfassung von Sherlock Holmes. Der Titelcharakter wurde von William Gillette verkörpert, der vor allem durch diese Rolle bekannt geworden ist. Während dieser Zeit machte Doro auch Bekanntschaft mit dem damals noch jungen und unbekannten Charlie Chaplin, der eine Statistenrolle als Page im Stück hatte. Chaplin war laut eigener Aussage in die Schauspielerin verliebt und verbrachte mehrere Abende mit ihr. Bei einem erneuten Treffen in Hollywood mehrere Jahre später erinnerte sie sich jedoch nicht mehr an ihn. Nach Sherlock Holmes folgten zwischen September und Dezember 1905 38 gemeinsame Auftritte mit William Gillette in Clarice am Duke of York’s Theatre. Gillette hatte das Stück eigens für sich und Doro verfasst.
Nach ihrer Rückkehr in die Vereinigten Staaten spielte Doro erneut die Titelrolle in Clarice, zuerst im November 1905 während eines Auftrittes in Boston, anschließend in der Broadway-Fassung am Garrick Theatre. Dabei stand sie erneut als Partnerin von William Gillette auf der Bühne, der ebenfalls mit in die Vereinigten Staaten gereist war. Die Schauspieler waren zwei Monate lang gemeinsam in diesem Stück zu sehen. Nach der Absetzung des Stücks am Broadway wurde Clarice noch am Power’s Theatre in Chicago sowie am National Theatre in Washington mit Doro in der Hauptrolle aufgeführt.
In den folgenden Jahren entwickelte sich Marie Doro zu einer populären Bühnendarstellerin. Ihre Rollen spezialisierten sich besonders auf Dramen. In diesem Genre zählte Doro zu den anerkanntesten Schauspielerinnen ihrer Zeit. Laut zeitgenössischer Kritiken profilierte sie sich aber auch in anderen Genres wie Komödien.
Nach Clarice war sie unter anderem als Carlotta im Stück The Morals of Marcus zu sehen, welches die Schauspielerin auch für Auftritte nach Boston, Fort Wayne und Trenton führte und zu einem großen Erfolg wurde. Es folgten weitere Broadway-Aufführungen, ab März 1909 in The Richest Girl und ab 1910 in Electricity, erneut an der Seite von William Gillette.
Neben diesen Broadway-Auftritten absolvierte Marie Doro weiterhin Tourneen durch die Vereinigten Staaten, darunter 1909 erneut in The Richest Girl. 1910 folgte das Stück The Climax, mit dem die Schauspielerin in New Jersey und London auftrat. Im Februar desselben Jahres wurde The Climax unter gleicher Besetzung als erstes Theaterstück auf See während einer Transatlantikreise an Bord der Mauretania aufgeführt. 1911 folgten zwei Auftritte in A Butterfly on the Wheel in Atlantic City und Chicago.
1912 hatte Marie Doro einen ihrer bekanntesten Broadway-Auftritte in Charles Dickens Oliver Twist, in welchem sie als Junge verkleidet die Rolle des Hauptcharakters übernahm. Neben Doro wirkten an der Aufführung bekannte Darsteller wie Nathaniel Carl Goodwin und Constance Collier mit. Im selben Jahr folgte ein Auftritt im Stück Patience von Gilbert und Sullivan. 1913 war sie in The New Secretary zu sehen, ehe sie 1914 in Diplomacy wieder an der Seite von William Gilette stand. Dasselbe Stück war zuvor von 1913 bis 1914 in gleicher Besetzung der Hauptrollen am Wyndham’s Theatre in London aufgeführt worden. Zu dieser Zeit wirkte Doro auch in den Londoner Aufführungen von The Scarlet Band und The Bill mit.
Ihre letzten regulären Auftritte auf der Bühne hatte Marie Doro im Januar 1915 in einer Aufführung von Diplomacy in Boston sowie im April desselben Jahres am National Theatre in Washington, letztmals an der Seite von William Gillette.
Alle Auftritte der Schauspielerin zwischen 1904 und 1915 wurden von Charles Frohman organisiert, der auch als ihr Manager tätig war und die Stücke oftmals selbst produzierte. Später sagte sie zu der Beziehung zwischen ihr, Frohman und Gillette:

„Über Jahre hinweg wurde ich von zwei Männern hypnotisiert: Frohman und William Gilette“

Insgesamt trat Marie Doro in ihrer Laufbahn in 17 verschiedenen Stücken am Broadway auf.
Nach dem offiziellen Ende ihrer Laufbahn als Bühnenschauspielerin im Jahr 1915 betätigte sich Marie Doro nur noch sporadisch auf diesem Feld. So spielte sie zusammen mit bekannten Darstellern wie Marie Dressler und Frances Alda eine Hauptrolle in der von Alva Vanderbilt Belmont und Elsa Maxwell verfassten Suffragetten-Operette Melinda and Her Sisters, die ihre einzige Aufführung am 18. Februar 1916 im New Yorker Waldorf Astoria hatte und 8000 US-Dollar zugunsten der National Woman’s Party einspielen konnte. Zudem war die Schauspielerin noch zweimal am Broadway zu sehen: Im November 1917 in Barbara sowie von Oktober 1921 bis Februar 1922 in der Rolle der Mildred Harker in Lilies of the Field.

### Filmkarriere

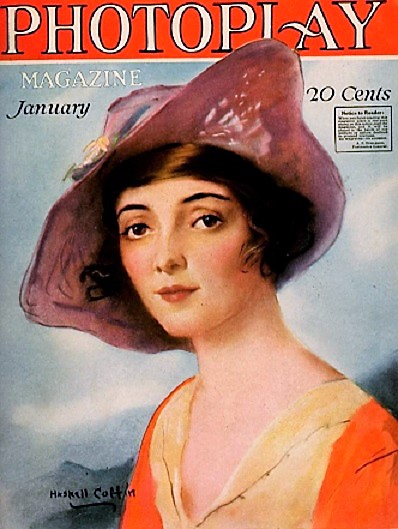
Marie Doro auf dem Cover des Photoplay Magazine (1919)

Doros Manager und Mentor Charles Frohman starb 1915 beim Untergang der Lusitania, woraufhin sie ihre Bühnenkarriere offiziell beendete und sich fortan dem noch jungen Stummfilm-Genre widmete. Der Filmproduzent Adolph Zukor nahm sie daraufhin bei Paramount Pictures unter Vertrag. Ihre erste Rolle spielte sie noch im selben Jahr als Carlotta in The Morals of Marcus von Edwin S. Porter, der heutzutage wie die meisten ihrer Filme als verschollen oder zerstört gilt. Grund dafür war das zur damaligen Zeit in den Filmbändern enthaltene, leicht entflammbare Zelluloid. Bei falscher Lagerung zersetzen sich Zelluloidfilme zudem von selbst. The Morals of Marcus gilt als der erste 3D-Film, der testweise vor Publikum gezeigt wurde. Die Uraufführung fand am 10. Juni 1915 im New Yorker Astor Theatre statt.
In einer Zeitspanne von 8 Jahren wirkte die Schauspielerin zumeist in der weiblichen Hauptrolle in insgesamt 18 Filmen mit, die meisten davon waren Dramen. Auch in der Filmszene erlangte sie einen hohen Bekanntheitsgrad. Oftmals verkörperte Doro kindliche oder jugendliche Charaktere, die weitaus jünger als sie waren. Ihren Wechsel vom Theater zum Film und die dadurch bedingte Veränderung beschrieb die Schauspielerin folgendermaßen:

„Nun, das Studio hat seine Kompensationen. Es wurde mir schnell klar, dass die Kamera, obwohl sie kalt und undurchschaubar schien, gleichzeitig ein wenig abstoßend und absolut kompromisslos war. Ich meine damit, dass sie einen anstarrt, als wollte sie sagen: ‚Ich sehe alles, was du tust. Die geringste Unaufrichtigkeit, die geringste Unachtsamkeit werde ich aufzeichnen. Sei gründlich!‘ Für den gewissenhaften Schauspieler ersetzt der Ansporn der Kamera den Reiz der Begeisterung des Publikums“

Ebenfalls 1915 erschien The White Pearl, eine im Orient spielende Abenteuer-Romanze mit Marie Doro und dem britischen Schauspieler Thomas Holding als junges Liebespaar in den Hauptrollen. Im 1916 erschienenen Drama The Wood Nymph war sie als titelgebende Waldnymphe zu sehen, die alleine in den Wäldern Kaliforniens aufwächst und unter dem Glauben der Griechischen Mythologie lebt. Das Drehbuch verfasste Granville Warwick, ein Pseudonym des einflussreichen Regisseurs David Wark Griffith. Es folgte die Hauptrolle als Dora in der Tragikomödie Diplomacy. Der Film basierte auf einem gleichnamigen Theaterstück von Victorien Sardou, in dem Doro in ihrer Karriere mehrfach auf der Bühne gestanden hatte.
Ebenfalls 1916 verkörperte die Schauspielerin zum zweiten Male die Rolle des Oliver Twist in einer gleichnamigen Verfilmung von James Young. Im selben Jahr war sie in Cecil B. DeMilles Drama The Heart of Nora Flynn zu sehen, das vor allem für seine Kameraführung und Beleuchtung von Kritikern gelobt wurde. Ihre Rolle war die eines Kindermädchens, das die Untreue ihres Dienstherren vertuscht, ehe der eifersüchtige Chauffeur einen Skandal auslöst. Doros Filmpartner war ihr Ehemann Elliott Dexter. Beide Ehepartner traten in den folgenden Jahren mehrmals gemeinsam in ihren Filmen auf, darunter ebenfalls 1916 in Sidney Olcotts Drama Diplomacy, der Filmversion des Theaterstücks, in dem Doro bereits zuvor mehrfach aufgetreten war. Zu ihren weiteren Filmauftritten dieses Jahres gehörte eine der Hauptrollen im Drama Common Ground von William C. de Mille. Doros Rolle im Film über zwei Richter, die sich gegenseitig Skandale anhängen und somit die Karriere des anderen zerstören wollen, wurde schlicht als The Kid bezeichnet.
1917 war die Schauspielerin in der Hauptrolle im Fantasy-Drama Castles for Two zu sehen, für die sie fast ausschließlich positive Kritiken erhielt. So bezeichnete das Branchenmagazin Variety Marie Doro im Film als „zierlich, reizend und voller Charme“. Sie verkörperte im Film Patricia Calhoun eine wohlhabende Erbin, die nach Irland reist und dort auf die Feen trifft, von denen ihr Kindermädchen einst erzählt hatte. Im selben Jahr folgte das Drama Lost and Won von James Young, in dem Doro die Hauptrolle der Cinders übernahm.
1919 wendete sich Marie Doro von Hollywood ab und arbeitete fortan in Europa. Zu ihren wenigen Rollen außerhalb von Dramen zählt die der Marie Fernando im britischen Thriller 12.10 unter der Regie von Herbert Brenon, der noch im selben Jahr erschien. Die Schauspielerin verkörperte das Waisenkind Marie, welches nach dem Suizid ihres Vaters vom wohlhabenden Lord Chatterton adoptiert wird und dabei ins Visier seines Managers gerät, der sie für sich gewinnen und damit an das Vermögen der Chattertons kommen will. Mit 12.10 wollte sich das Filmstudio British and Colonial Films auf dem amerikanischen Markt einen Namen machen, was auch gelang: Die Produktion wurde ein beachtlicher Erfolg.
Doro arbeitete nach 12.10 noch dreimal mit Brenon zusammen: 1920 in The Mysterious Princess, 1921 in Little Sister und ebenfalls 1921 im Drama The Stronger Passion. Bei diesen verschollenen Filmen handelte es sich um italienische Produktionen. The Stronger Passion beruht auf einem Stück von H. Rider Haggard. Die Schauspielerin verkörperte die Rolle der Beatrice, die sich unglücklich in einen verheirateten Mann verliebt. Ihr Auftritt in diesem Film sowie in The Mysterious Princess wurde samt der Regie von Herbert Brenon von der italienischen Presse mit eher gemischten Kritiken aufgenommen.

### Karriereende und spätere Jahre

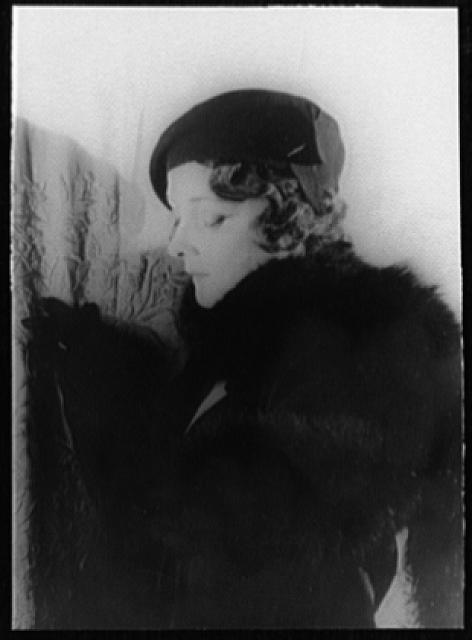
Marie Doro (Fotografie von Carl Van Vechten, 1933)

Trotz ihrer noch immer hohen Popularität beim Publikum beendete Marie Doro ihre Laufbahn 1923, nachdem sie mit dem Studiosystem in Hollywood und den ihr angebotenen Rollen unzufrieden geworden war. Junge Talente wie Mary Miles Minter und Lucille Ricksen wurden der bereits über vierzigjährigen Schauspielerin vorgezogen. Ihre letzten Filme drehte sie aus demselben Grund in Italien und Großbritannien, wo sie sich längere Zeit aufhielt. Nach ihrer Rückkehr in die Vereinigten Staaten zog sich die Schauspielerin vollständig ins Privatleben zurück. Eine der wenigen bekannten Fotografien Marie Doros aus der Zeit nach ihrer Karriere erstellte Carl Van Vechten im Jahr 1933. Das Ehepaar Van Vechten war mit ihr befreundet gewesen.
Im Jahr 1952 wurde Doro vier Jahre vor ihrem Tod von dem Schriftsteller Daniel Blum für dessen Buch Great Stars of the American Stage interviewt. Während dieses Interviews entstand zudem eine Fotografie der Schauspielerin, die sich zuvor jahrelang nicht in der Öffentlichkeit gezeigt hatte.
Ein Jahr nach Marie Doros Tod wurde am 14. Oktober 1957 ein Stück namens Compulsion von der New Yorker Theatergruppe Barter Troupe aufgeführt. Dieses hatte sie als Co-Autorin verfasst, jedoch nie veröffentlicht. Bereits in ihren Tagen als Theaterschauspielerin schrieb Doro auf Anraten Charles Frohmans mehrfach Szenen von Stücken um, in denen sie auftrat.
Im Februar 1960 erhielt Marie Doro einen Stern auf dem im selben Monat eröffneten Hollywood Walk of Fame in der Kategorie Film auf Höhe der 1725 Vine Street.

## Wirken

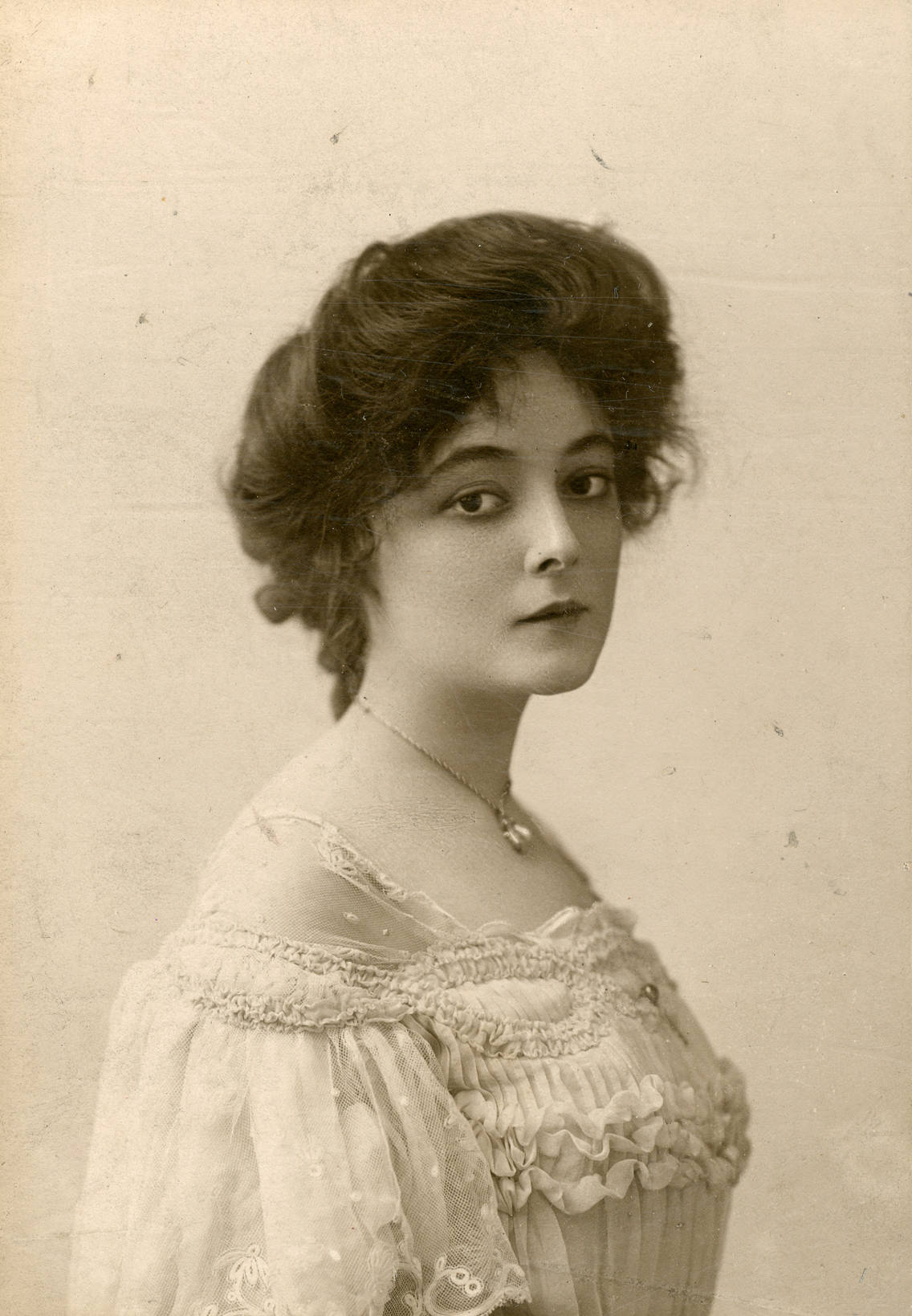
Marie Doro, 1906 (Fotografie von Otto Sarony)

Marie Doro gehörte zur Jahrhundertwende zusammen mit Lillian Russell zu den bekanntesten Schönheiten der US-amerikanischen Öffentlichkeit. So wurde sie von zeitgenössischen Kritikern nicht nur wegen ihrer schauspielerischen Leistung, sondern vor allem wegen ihres Aussehens gepriesen. Unter anderem schrieb die US-amerikanische Schauspielerin und Oscar-Gewinnerin Ruth Gordon in ihrer 1971 erschienenen Autobiografie Myself Among Others, Doro sei „vielleicht die schönste Schauspielerin, die je gelebt hat“. Von der Presse wurde Marie Doro des Öfteren als „Little Miss Doro“, „Elfin“ oder „Dresden Doll“ betitelt.
Doro spielte meistens schüchterne und unscheinbare Charaktere. Privat galt sie laut Aussage des mit ihr befreundeten Journalisten Lowell Thomas als äußerst intelligent und intellektuell. Zudem besaß sie einen bissigen Humor.

„Durch ihre zerbrechlich aussehende Art und Herzlichkeit erhielt sie meistens hübsche, aber fade Rollen. Hinter der Bühne war sie intelligent, ein Experte für Shakespeare und elisabethanische Poesie, besaß einen durchdringenden Humor und manchmal einen bissigen Witz“

Der Theaterkritiker Walter Prichard Eaton bezeichnete Doro zusammen mit Schauspielerinnen wie Billie Burke (ebenfalls eine Entdeckung von Charles Frohman) als „Personality Performer“, die in ihren Rollen stets sich selbst widerspiegele und das Publikum mit ihrem Spiel und ihrer Ausstrahlung bewege, egal wie gut oder schlecht ihre eigentliche schauspielerische Leistung auch sein möge.
In einem 1937 erschienenen Artikel des Modemagazins Harper’s Bazaar wurde scherzhaft angemerkt, Marie Doro sei die einzige Schauspielerin, die, während sie sich abschminkt, eine griechische Ode komponieren könne.
Die Schauspielerin Myrna Loy nannte Marie Doro neben Annette Kellerman als ihre Lieblingsschauspielerin, insbesondere in ihrer Rolle als Oliver Twist.

## Bühnenauftritte

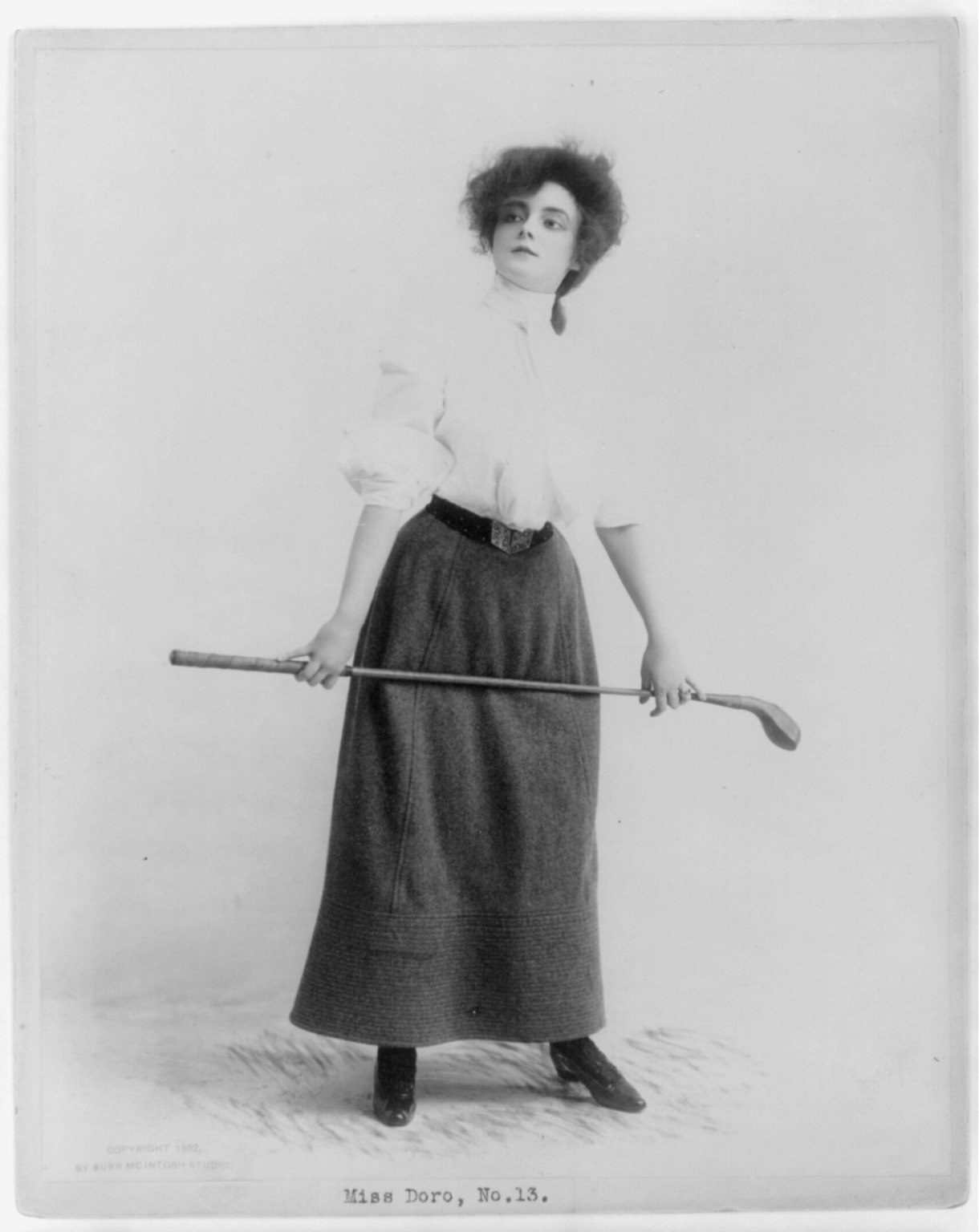
Marie Doro (Burr McIntosh, 1902)

### Broadway
Quelle zu allen Auftritten am Broadway:
- 1902–1903: The Billionaire (Daly’s Theatre, Grand Opera House)
- 1903–1905: The Girl From Kay’s (Herald Square Theatre, Grand Opera House)
- 1903–1904: The Admirable Crichton (Lyceum Theatre)
- 1904: Little Mary (Empire Theatre)
- 1904: Granny (Lyceum Theatre)
- 1905: Friquet (Savoy Theatre)
- 1906–1907: The Little Cherub (Criterion Theatre, Grand Opera House)
- 1906: Clarice (Garrick Theatre)
- 1907: The Morals of Marcus (Criterion Theatre)
- 1909: The Richest Girl (Criterion Theatre)
- 1910: Electricity (Lyceum Theatre)
- 1912: Oliver Twist (New Amsterdam Theatre)
- 1912: Patience (Lyric Theatre)
- 1913: The New Secretary (Lyceum Theatre)
- 1914: Diplomacy (Empire Theatre)
- 1917: Barbara (Plymouth Theatre)
- 1921–1922: Lillies of the Field (Klaw Theatre)

### Naughty Anthony-Tournee
1901:
- Opera House, Sandusky (Ohio)
- Opera House, Elyria (Ohio)
- Masonic Temple Theatre, Fort Wayne (Indiana)
- Grand Theatre, Atlanta (Georgia)

1902:
- Grand Opera House, Galveston
- Burtis Opera House, Davenport (Iowa)
- Opera House, Delphos (Ohio)

### Sonstige Auftritte (Auswahl)
- 1901: Aristocracy (Criterion Theatre, Saint Paul)
- 1903: A Runaway Girl (San Francisco)
- 1903: The Circus Girl (San Francisco)
- 1904: Granny (Chicago; Hyperion Theatre, New Haven)
- 1905: The Detective (Comedy Theatre, London)
- 1905: Sherlock Holmes (Duke of York’s Theatre, London)
- 1905–1907: Clarice (Duke of York’s Theatre, London; Park Theatre, Boston; Power’s Theatre, Chicago; National Theatre, Washington)
- 1907–1909: The Morals of Marcus (Park Theatre, Boston; Majestic Theatre, Fort Wayne; Taylor Opera House, Trenton; Opera House, Colorado Springs; Macdonough Theatre, Oakland)
- 1909: The Richest Girl (Majestic Theatre, Fort Wayne; Majestic Theatre, Harrisburg; Taylor Opera House, Trenton)
- 1910: The Climax (Majestic Theatre, New Jersey; Comedy Theatre, London; An Bord der RMS Mauretania)
- 1911: A Butterfly on the Wheel (Apollo Theatre, Atlantic City; Chicago)
- 1913: The Scarlet Band (Comedy Theatre, London)
- 1913–1914: Diplomacy (Wyndham’s Theatre, London)
- 1914: The Bill (Prince of Wales Theatre, London)
- 1915: Diplomacy (Hollis Street Theatre, Boston; National Theatre, Washington)
- 1916: Melinda and her Sisters (Waldorf Astoria, New York)

## Filmografie

Marie Doro (Burr McIntosh, 1902)

### Erhaltene Filme
- 1916: The Heart of Nora Flynn (Kopie in der George Eastman House Motion Picture Collection erhalten)
- 1916: Common Ground (Kopie im BFI National Archive des British Film Institute erhalten)
- 1917: Lost and Won (Kopie im Archiv der Library of Congress erhalten)
- 1917: Castles for Two (Kopie im Archiv der Library of Congress erhalten)
- 1917: Heart’s Desire (Kopie im Archiv der Library of Congress erhalten)
- 1919: 12.10

### Verschollene Filme
Laut Verzeichnis der Library of Congress existieren keine bekannten Kopien folgender Filme:
- 1915: The Morals of Marcus
- 1915: The White Pearl
- 1916: The Wood Nymph
- 1916: Diplomacy (Fragment im Archiv der Library of Congress erhalten)[45]
- 1916: The Lash
- 1916: Oliver Twist
- 1919: Midnight Gambols
- 1920: The Mysterious Princess
- 1921: Little Sister
- 1921: The Stronger Passion
- 1923: Sister Against Sister
- 1923: Sally Bishop